# Annia Galano Jiménez
Annia Galano Jiménez (La Habana, Cuba, 23 de junio de 1967) es una científica e investigadora especialista en química atmosférica, cinética computacional, nanotubos de carbono y estrés oxidativo. Ha sido reconocida por sus más de 200 artículos publicados en destacadas revistas científicas, y destacada como una de los 10 mejores químicos de México. Además es fundadora de Editorial Aquitania siglo XXI, narradora, poetisa y pintora.  

## Trayectoria académica
Estudió la licenciatura en Química en la Universidad de La Habana (Cuba) en 1990. En el 2000 obtuvo un doctorado en Ciencias Químicas en la Universidad de La Habana (Cuba). Desde el 2008 es profesora Titular C, en el área de Química Analítica del Departamento de Química de la UAM-Iztapalapa. Realizó el postdoctorado en el Instituto Mexicano del Petróleo desarrollo de metodologías computacionales para el estudio y caracterización de antioxidantes presentes en productos naturales típicos de México e Italia . Tiene nombramiento de Investigador Nacional Nivel III en el Sistema Nacional de Investigadores. Es Integrante del Comité Ejecutivo Nacional de La Sociedad Química de México.

## Líneas de investigación
Sus áreas de investigación son la química atmosférica, cinética computacional, nanotubos de carbono, estrés oxidativo y diseño racional de fármacos multifuncionales.  
Realizó distintos artículos sobre Estrés Oxidativo, concluyendo que este se presenta una vez que hay un desequilibrio en las células debido al crecimiento de los radicales libres y/o una disminución en los antioxidantes. También influye en la regulación de receptores de insulina, entre otros procesos.

## Producción científica
Ha graduado como asesora alumnos de Licenciatura, Maestría y Doctorado. Ha publicado más de 200 artículos de investigación en revistas como Journal of the American Chemical Society, Chemistry – A European Journal, Chemical Communications, Journal of Physical Chemistry, Organic Letters, Physical Chemistry Chemical Physics (PCCP), Theoretical Chemistry Accounts, ChemPhysCheme International Journal of Quantum Chemistry, ha participado en procesos de evaluación para los Premios Weizman y para Young Scientist Award. Fue editora del Journal of Pineal Research del 2017 al 2018. Actualmente miembro de los comités editoriales de Journal of Mexican Chemical Society, Computational and Theoretical Chemistry y Melatonin Research y es miembro electo del Comité WATOC (World Association of Theoretical and Computational Chemists).
Es una investigadora altamente citada según el Web of Science "Highly Cited Researcher in the field of Cross-Field - 2021" https://recognition.webofscience.com/awards/highly-cited/2021/
Highly Ranked Scholar by ScholarGPS 2024: https://scholargps.com/scholars/40033945674076/annia-galano?e_ref=6171f1ee8fa01b55e854

Algunas de sus publicaciones más importantes son:
- Chalcogen effects on the primary antioxidant activity of chrysin and quercetin. (2020).
- Antioxidants into Nopal (Opuntia ficus-indica), Important Inhibitors of Free Radicals’ Formation. (2021)
- Potentiating the Benefits of Melatonin through Chemical Functionalization: Possible Impact on Multifactorial Neurodegenerative Disorders.(2021).
- Melatonin as a natural ally against oxidative stress: a physicochemical examination (2011).
- A Computational Methodology for Accurate Predictions of Rate Constants in Solution: Application to the Assessment of Primary Antioxidant Activity (2013)

## Obra de divulgación y literaria
Ha publicado cuentos en diversas antologías, entre las que se encuentran Alejandra Pizarnic y sus múltiples voces (Ediciones Huso, 2021) y Evocaciones de la Torre Latinoamericana (Sitges, 2021). 
Divulgación científica
- ELENA Y GERÓNIMO: de ensaladas, simetrías, futbol, química y computadora (Editorial Terracota, 2013)
Poesía
- Vidas concurrentes (Editorial Aquitania Siglo XXI, 2023) https://editorialaquitania.com/libro/vidas-concurrentes
Novela
- Ana y la muerte (Editorial Aquitania Siglo XXI, 2024, México - https://editorialaquitania.com/libro/ana-y-la-muerte/) y (Grupo Editorial Traveler, 2025 - https://editorialtraveler.com/producto/ana-y-la-muerte/) 
- Los lastres del olvido (Grupo Editorial Traveler, 2025 - https://editorialtraveler.com/producto/los-lastres-del-olvido/